# Середня Ор'я
Середня О́р'я (рос. Средняя Орья, марій. Кыдал Оръю) — присілок у складі Новотор'яльського району Марій Ел, Росія. Входить до складу Масканурського сільського поселення.

## Населення
Населення — 55 осіб (2010; 60 у 2002).
Національний склад (станом на 2002 рік):
- марійці — 100 %